# 蒂薩菲賴德

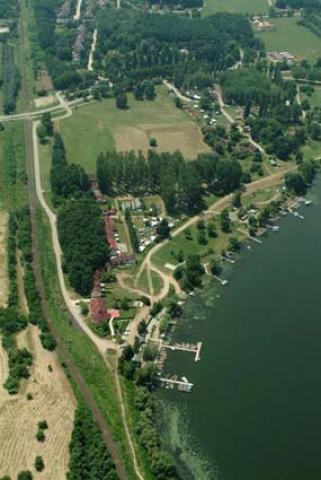

蒂薩菲賴德（匈牙利語：Tiszafüred）是匈牙利亞斯-瑙吉孔-索爾諾克州的城鎮，位於該國中部，面積209.97平方公里，每年平均降雨量480至500毫米，2017年人口10,872，其中約四成居民信奉天主教。

## 外部連結
- Tiszafüred - ShtetLink

47°37′N 20°46′E / 47.617°N 20.767°E